# Dzierzby Włościańskie
Dzierzby Włościańskie – wieś w Polsce położona w województwie mazowieckim, w powiecie sokołowskim, w gminie Jabłonna Lacka. Ma status sołectwa.
| SIMC    | Nazwa               | Rodzaj                          |
| ------- | ------------------- | ------------------------------- |
| 0672544 | Bagna               | część wsi                       |
| 0672550 | Daszek              | część wsi                       |
| 0672567 | Granie              | część wsi (zniesiona w 2023 r.) |
| 0672573 | Kątek               | część wsi                       |
| 0672580 | Kolonia Włościańska | część wsi                       |
| 0672596 | Zastawie            | część wsi                       |

W latach 1954–1972 wieś należała i była siedzibą władz gromady Dzierzby Włościańskie. W latach 1975–1998 miejscowość administracyjnie należała do województwa siedleckiego.
Wierni wyznania rzymskokatolickiego zamieszkali w miejscowości należą do parafii Wniebowzięcia Najświętszej Maryi Panny w Jabłonnie Lackiej.